# 赵龙韬
赵龙韬（1900年—1987年），男，辽宁海城人，中国军事人物、政治人物，曾任辽宁省政协副主席，大连市政协副主席。